# Edon Zhegrova
Edon Zhegrova, né le 31 mars 1999 à Herford en Allemagne, est un footballeur international kosovar. Il évolue actuellement au poste d'ailier droit au LOSC Lille. 

## Biographie

### Formation au Kosovo
Né de parents kosovars, Zhegrova naît en Allemagne mais grandit à Pristina où il commence le football au FK Flamurtari puis au FC Pristina,l'un des clubs les plus titrés du Kosovo.

### En club
En juillet 2017, il signe son premier contrat professionnel avec le KRC Genk, d'une durée courant jusque mi-2020. Le 10 septembre 2017, il fait ses débuts en Division 1A contre La Gantoise, en remplaçant Ruslan Malinovskyi à la 80e minute de jeu. Il inscrit son premier but le 9 décembre 2017 contre le KAS Eupen (1-1). 
En manque de temps de jeu, il est prêté en début d'année 2019 au FC Bâle. Le 23 février 2019, il fait sa première apparition en championnat en entrant en jeu face au Neuchâtel Xamax FCS. Bâle lève l'option d'achat lors de l'été 2020.
Le 14 janvier 2022, il signe chez le champion de France en titre, le LOSC Lille où il avait déjà été annoncé depuis 6 mois. Il signe pour un transfert avoisinant les 7 millions d'euros. Zhegrova fait ses débuts en Ligue 1 le 6 février 2022 face au Paris Saint-Germain. 
Les semaines suivantes, le Kosovar montre très vite de grosses capacités d'élimination en un contre un sur le côté droit. Il marque son premier but avec le LOSC le 6 mars 2022 pendant la victoire 4-0 des siens face au Clermont Foot. 
L'ailier droit poursuit son ascension en multipliant les bonnes entrées en jeu. Il gagne sa place dans le onze du champion en titre français après avoir égalisé contre le SCO d'Angers d'une superbe frappe du pied gauche le 10 avril 2022. Zhegrova commencera ensuite 5 des 7 dernières rencontres du LOSC avant la fin de saison.

### En équipe nationale
Le 24 mars 2018, il fait ses débuts comme titulaire avec le Kosovo, lors d'un match amical contre Madagascar, et inscrit le seul but du match, permettant aux siens de l'emporter 1-0. A 18 ans et 11 mois, il devient ainsi le plus jeune buteur de l’histoire du Kosovo.
Le 27 mars 2018, il fait une prestation à nouveau remarquée contre le Burkina Faso ; le Kosovo s'impose 2-0.
Le 29 mai 2018, lors d'un match contre l'Albanie, il monte au jeu à la 59e minute et marque le 3e but de son équipe permettant finalement au Kosovo de s'imposer sur le score de 3-0.

## Statistiques générales
| Saison                | Club                  | Championnat           | Championnat | Championnat | Championnat | Coupe(s) nationale(s) | Coupe(s) nationale(s) | Coupe(s) nationale(s) | Compétition(s) continentale(s) | Compétition(s) continentale(s) | Compétition(s) continentale(s) | Compétition(s) continentale(s) | Total | Total | Total |
| Saison                | Club                  | Division              | M.          | B.          | P.d.        | M.                    | B.                    | P.d.                  | Comp.                          | M.                             | B.                             | P.d.                           | M.    | B.    | P.d.  |
| 2017-2018             | KRC Genk              | Jupiler Pro League    | 13          | 1           | 1           | 2                     | 0                     | 0                     | -                              | -                              | -                              | -                              | 15    | 1     | 1     |
| 2018-2019             | KRC Genk              | Jupiler Pro League    | 7           | 1           | 0           | 1                     | 1                     | 0                     | C3                             | 4                              | 2                              | 1                              | 12    | 4     | 1     |
| Sous-total            | Sous-total            | Sous-total            | 20          | 2           | 1           | 3                     | 1                     | 0                     | -                              | 4                              | 2                              | 1                              | 27    | 5     | 2     |
| 2018-2019             | FC Bâle               | Super League          | 8           | 0           | 0           | 1                     | 0                     | 0                     | -                              | -                              | -                              | -                              | 9     | 0     | 0     |
| 2019-2020             | FC Bâle               | Super League          | 14          | 2           | 3           | 1                     | 0                     | 0                     | C3                             | 3                              | 0                              | 0                              | 18    | 2     | 3     |
| 2020-2021             | FC Bâle               | Super League          | 30          | 5           | 6           | 1                     | 0                     | 0                     | C3                             | 1                              | 0                              | 0                              | 32    | 5     | 6     |
| 2021-2022             | FC Bâle               | Super League          | 8           | 2           | 6           | -                     | -                     | -                     | C4                             | 7                              | 2                              | 0                              | 15    | 4     | 6     |
| Sous-total            | Sous-total            | Sous-total            | 60          | 9           | 15          | 3                     | 0                     | 0                     | -                              | 11                             | 2                              | 0                              | 74    | 11    | 15    |
| 2021-2022             | LOSC Lille            | Ligue 1               | 13          | 2           | 1           | -                     | -                     | -                     | C1                             | 1                              | 0                              | 0                              | 14    | 2     | 1     |
| 2022-2023             | LOSC Lille            | Ligue 1               | 22          | 3           | 4           | 3                     | 1                     | 0                     | -                              | -                              | -                              | -                              | 25    | 4     | 4     |
| 2023-2024             | LOSC Lille            | Ligue 1               | 33          | 6           | 5           | 3                     | 3                     | 3                     | C4                             | 11                             | 3                              | 1                              | 47    | 12    | 9     |
| 2024-2025             | LOSC Lille            | Ligue 1               | 12          | 4           | 1           | -                     | -                     | -                     | C1                             | 9                              | 4                              | 1                              | 21    | 8     | 2     |
| Sous-total            | Sous-total            | Sous-total            | 80          | 17          | 11          | 6                     | 4                     | 3                     | -                              | 21                             | 7                              | 2                              | 107   | 28    | 16    |
| Total sur la carrière | Total sur la carrière | Total sur la carrière | 160         | 26          | 27          | 12                    | 5                     | 3                     | -                              | 36                             | 11                             | 3                              | 208   | 42    | 33    |

### Buts en sélection
| Buts internationaux d'Edon Zhegrova | Buts internationaux d'Edon Zhegrova | Buts internationaux d'Edon Zhegrova                | Buts internationaux d'Edon Zhegrova | Buts internationaux d'Edon Zhegrova | Buts internationaux d'Edon Zhegrova | Buts internationaux d'Edon Zhegrova | Buts internationaux d'Edon Zhegrova |
|                                     | Date                                | Lieu                                               | Adversaire                          | Score                               | Résultat                            | Compétition                         |                                     |
| ----------------------------------- | ----------------------------------- | -------------------------------------------------- | ----------------------------------- | ----------------------------------- | ----------------------------------- | ----------------------------------- | ----------------------------------- |
| 1.                                  | 24 mars 2018                        | Stade Municipal Jean Rolland, Franconville, France | Madagascar                          | 1-0                                 | 1-0                                 | Match amical                        |                                     |
| 2.                                  | 29 mai 2018                         | Stade du Letzigrund, Zurich, Suisse                | Albanie                             | 3-0                                 | 3-0                                 | Match amical                        |                                     |
| 3.                                  | 28 mars 2023                        | Stade de Fadil Vokrri, Pristina, Kosovo            | Andorre                             | 1-0                                 | 1-1                                 | Éliminatoires de l'Euro 2024        |                                     |

## Palmarès

### En club
KRC Genk
- Championnat de Belgique (1) :
  - Champion en 2019

### Distinctions individuelles
- Trophée du joueur du mois UNFP de Ligue 1 en mars 2024[5]
- Trophée du joueur du match de Champions League contre le Real Madrid en octobre 2024